# Erkel András
Erkel András (Budapest, 1962. február 12. – 2014. december 30.) magyar film- és zenei producer. Testvére Kentaur (Erkel László).

## Életpályája
Szülei: Erkel Tibor (1934–2017) zenei rendező és Bognár Márta gyermekorvos. 1976–1980 között az I. István Gimnázium diákja volt. 1981–1987 között az Eötvös Loránd Tudományegyetem Természettudományi Kar geofizika szakán tanult. 1984–1988 között az Eötvös Loránd Tudományegyetem Természettudományi Kar programozó matematikus szakát is elvégezte. 1985–1987 között Presser Gábor asszisztense volt. 1986–1990 között a Satöbbi együttes és a KFT együttes menedzsere volt. 1987–1989 között Tudományos Minősítő Bizottság ösztöndíjasa volt. 1987–1988 között a Pannónia Filmstúdió producereként dolgozott. 1988–1996 között a Varga Stúdió igazgatója, 1998–2003 között vezérigazgatója, 2003–2004 között tanácsadója. A Varga Stúdió bezárása után megalapította a Studio Baestarts-ot, melyet haláláig vezetett. 1995–2000 között a Magyar Animációs Szövetség elnöke volt. 2001-től haláláig az Amerikai Magyar Kereskedelmi Kamara elnökségi tagja, 2002-től haláláig a kommunikációs bizottság elnöke. 2002–2003 között a Magyar Producerek Szövetségének alelnöke, 2003–2005 között főtitkára volt. 2006-tól haláláig a Digitális Egyesület elnöke volt.

## Filmjei
- Auguszta-sorozat (1983-1992)
- Animánia (1996)
- Hé, szállj le a vonatunkról! (1998)
- Hurok (2000)
- Angelina, a balerina (2001-2005)
- Mr. Bean (2002)
- Kebelbarátnők (2004)
- Az ember, aki megeszi magát (2005)

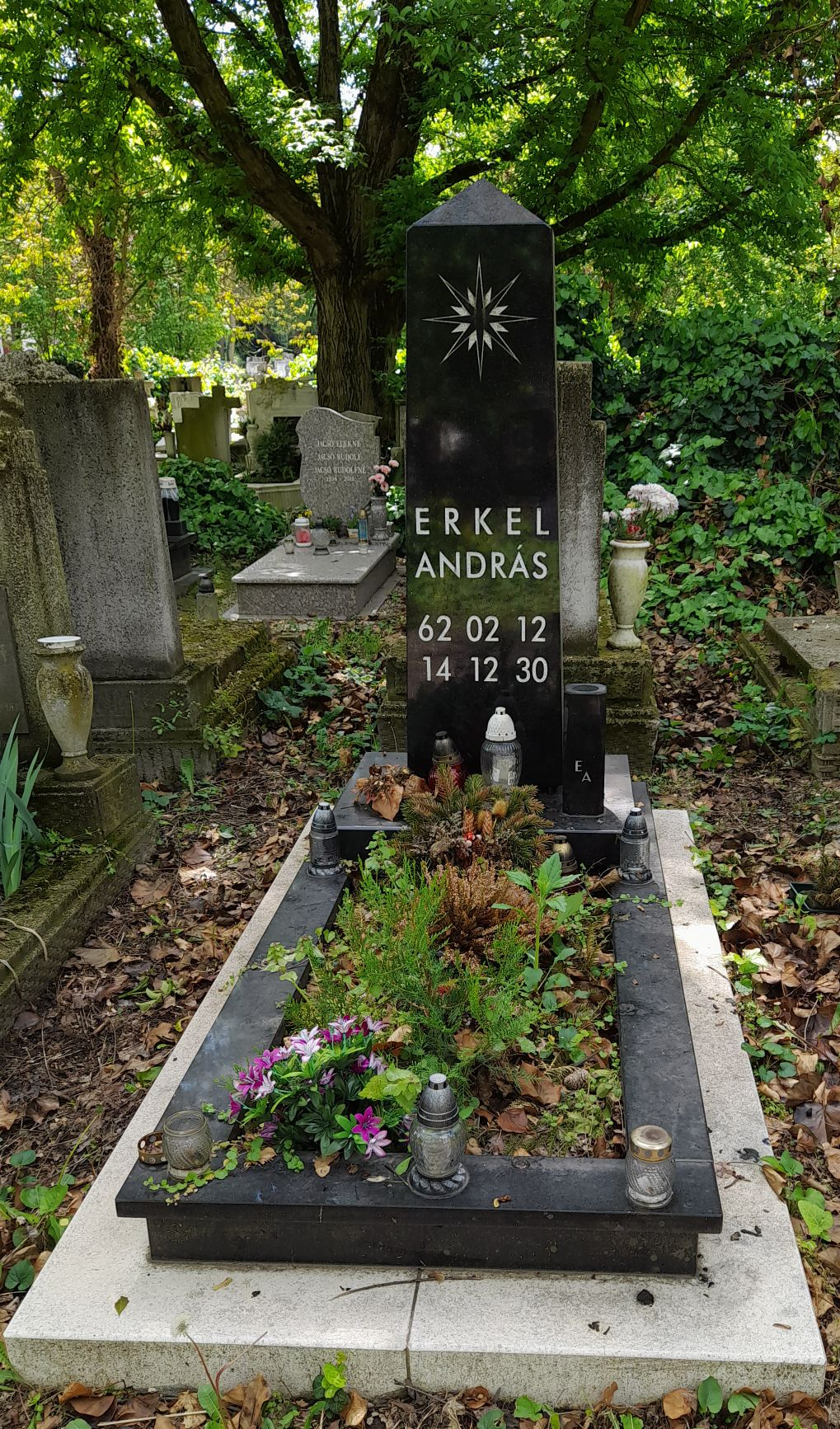
Sírja a budapesti Megyeri temetőben

- Mondókák (2007)
- Vizen (2007)
- Gyerekdalok (2008)
- Lena (2009)
- Log Jam (2009)[7]